# Revival (album av Gillian Welch)
Revival är Gillian Welchs debutalbum, utgivet 1996.

## Låtlista
1. "Orphan Girl"  – 3:57
2. "Annabelle"  – 4:03
3. "Pass You By"  – 3:57
4. "Barroom Girls"  – 4:14
5. "One More Dollar"  – 4:34
6. "By the Mark"  – 3:40
7. "Paper Wings"  – 3:57
8. "Tear My Stillhouse Down"  – 4:32
9. "Acony Bell"  – 3:06
10. "Only One and Only"  – 5:33